# Глідно
Глідно (пол. Hłudno) — село на Закерзонні, у гміні Нозджець, Березівського повіту Підкарпатського воєводства, у південно-східній частині Польщі. Населення — 936 осіб (2011).

## Назва
В перші роки назва латинською мовою подавалась досить різноманітно: 1436 Clodne, 1441 Hlodne, 1467 Hodlye, 1468 Chlodnye, 1474 Hlodna, 1497 Hlodno, 1589 Hludno.
У ході кампанії перейменування українських назв на польські село в 1977–1981 рр. називалося Хлоднік (пол. Chłodnik).

## Розташування
Розташоване приблизно за 4 км на захід від адміністративного центру ґміни села Ніздрець, за 14 км на північний схід від повітового центру Березова і за 30 км на південь від воєводського центру Ряшева.

## Історія

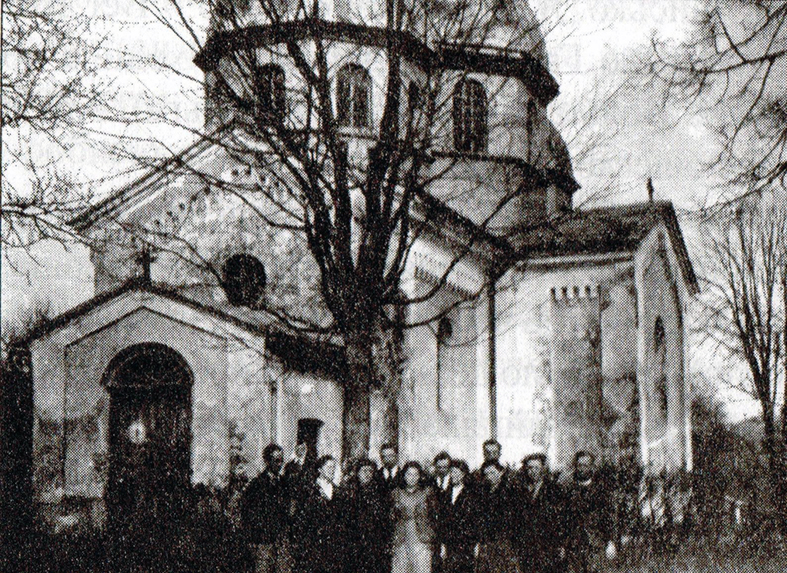
Церква св. Параскеви у Глідно, побудована у 1899 р. (відновлена у 1931 р.)

Вперше згадується в 1436 р.
У 1526 р. в селі вже була церква і священник. Село знаходиться на заході Надсяння, де внаслідок примусового закриття церков у 1593 р. власницею Катариною Ваповською українське населення зазнало часткової латинізації та полонізації. В рамках діяльності Ваповської православна церква у Глідному була відібрана від місцевого священника і перероблена на костел, який був наново освячений під назвою св. Марії Магдалини. Насильна латинізація у Глідному, однак, не мала успіху. В 1645 році перероблений із церкви костел знаходився у запустіння. В 1648 році була відновлена церква. У 1745 році люстратори латинського єпископа Сєраковського не змогли знайти навіть місця де знаходився костел Ваповської.
У 1882 році село поділялось на дві частини: горішню і долішню; було 754 греко-католики і 296 римо-католиків; греко-католицька парафія належала до Бірчанського деканату Перемишльської єпархії. В 1899 р. збудовано церкву Преп. Мат. Параскеви. Натомість у 1910 р. зведено мурований костел. На 1936 р. українське населення мала парафію, яка належала до Динівського деканату Апостольської адміністрації Лемківщини, також були крамниця і читальня «Просвіти». Метричні книги велися від 1784 р. Село належало до Березівського повіту Львівського воєводства.
На 01.01.1939 у селі було 2 290 жителів, з них 1630 українців, 630 поляків і 30 євреїв.
Після виселення українців у 1947 р. була зруйнована церква. Збереглись рештки греко-католицького цвинтаря.
У 1975–1998 роках село належало до Кросненського воєводства.

## Демографія
Демографічна структура станом на 31 березня 2011 року:
|          | Загалом | Допрацездатний вік | Працездатний вік | Постпрацездатний вік |
| -------- | ------- | ------------------ | ---------------- | -------------------- |
| Чоловіки | 475     | 108                | 300              | 67                   |
| Жінки    | 461     | 99                 | 230              | 132                  |
| Разом    | 936     | 207                | 530              | 199                  |

## Відомі люди
У 1915 р. в селі народився патріарх УАПЦ Димитрій (Ярема).